# 埼玉県道152号加須幸手線

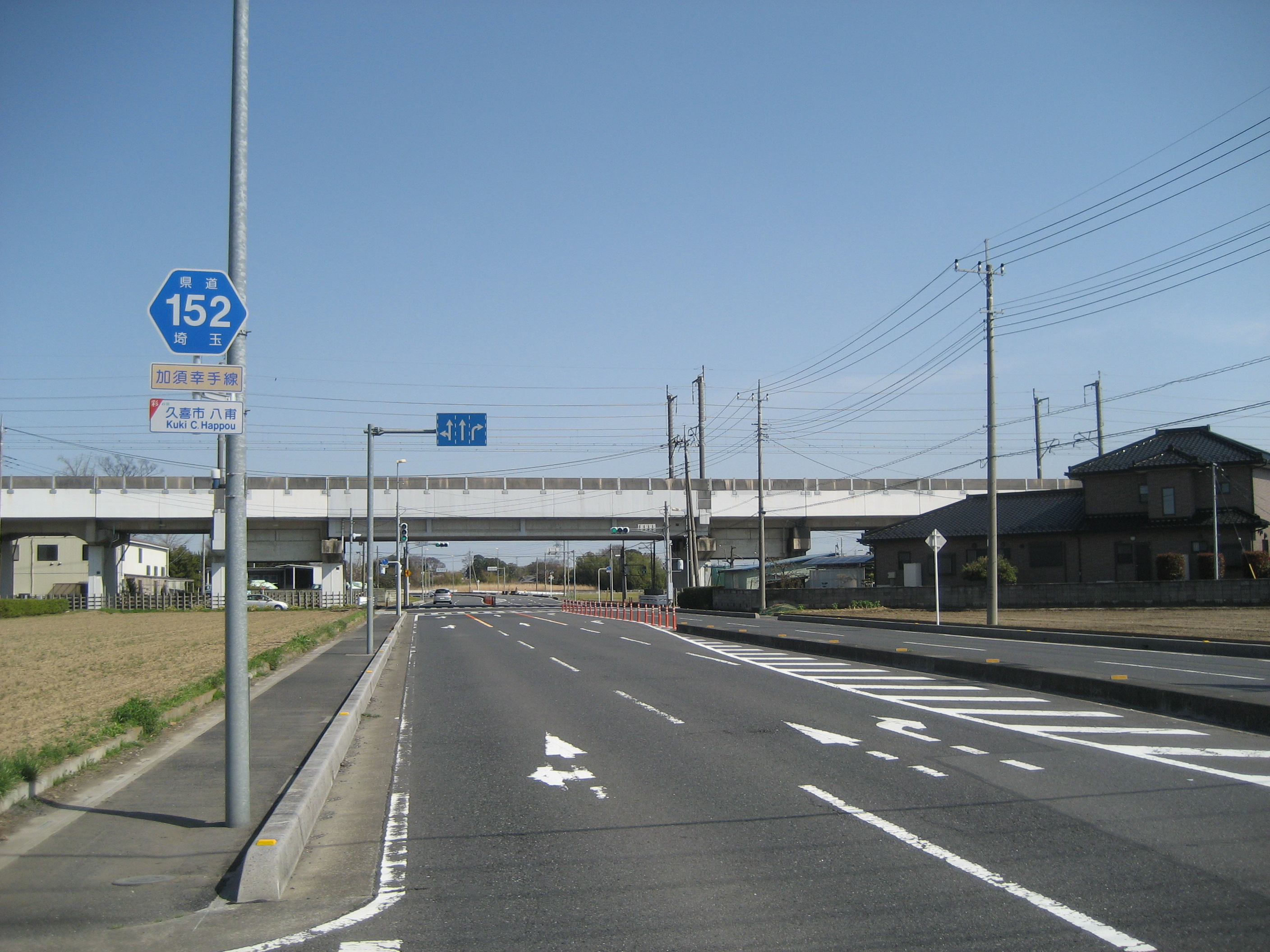
久喜市八甫付近

埼玉県道152号加須幸手線（さいたまけんどう152ごう かぞさってせん）は、埼玉県加須市から埼玉県幸手市に至る一般県道である。

## 概要
埼玉県加須市の埼玉県道38号加須鴻巣線・愛宕交差点から久喜市北部を横断して、幸手市の国道4号・権現堂桜堤交差点に至る、約14キロメートル (km) の路線。加須市南篠崎で、国道125号加須羽生バイパスと一度接する。加須市愛宕 - 南篠崎の区間は国道125号加須バイパスの開通に伴い、県道となった国道125号旧道部分であるが、2018年6月に加須バイパスに当たる国道125号本道の旧道降格に伴い、睦町交差点から多門寺交差点までの区間が新たに県道指定された。
短距離ながら埼玉県道128号熊谷羽生線と同様、加須市内においては2路線が平行する形となっていたが、2023年3月31日に愛宕交差点から加須駅入口交差点を経て南篠崎交差点までの区間の県道指定が埼玉県道149号加須菖蒲線に指定されている区間を除き解除され、起点が睦町交差点に変更された。
幸手市内では「大正新道」という通称名がある。

### 路線データ
- 起点：埼玉県加須市 埼玉県道149号加須菖蒲線交点・埼玉県道411号加須停車場線終点（睦町交差点）
- 終点：埼玉県幸手市 国道4号交点（権現堂桜堤交差点）

## 路線状況
久喜市内で、埼玉県道3号さいたま栗橋線（埼玉県道12号川越栗橋線とも重複）と重複する区間があり、路線の線形がここでクランクする。起点・加須市 - 久喜市東大輪（県道3号交点）まで2車線区間（国道125号重複区間は4車線区間）の道路で、県道3号重複区間 - 幸手市・権現堂桜堤交差点（国道4号）が4車線区間の都市計画道路になる。

### バイパス

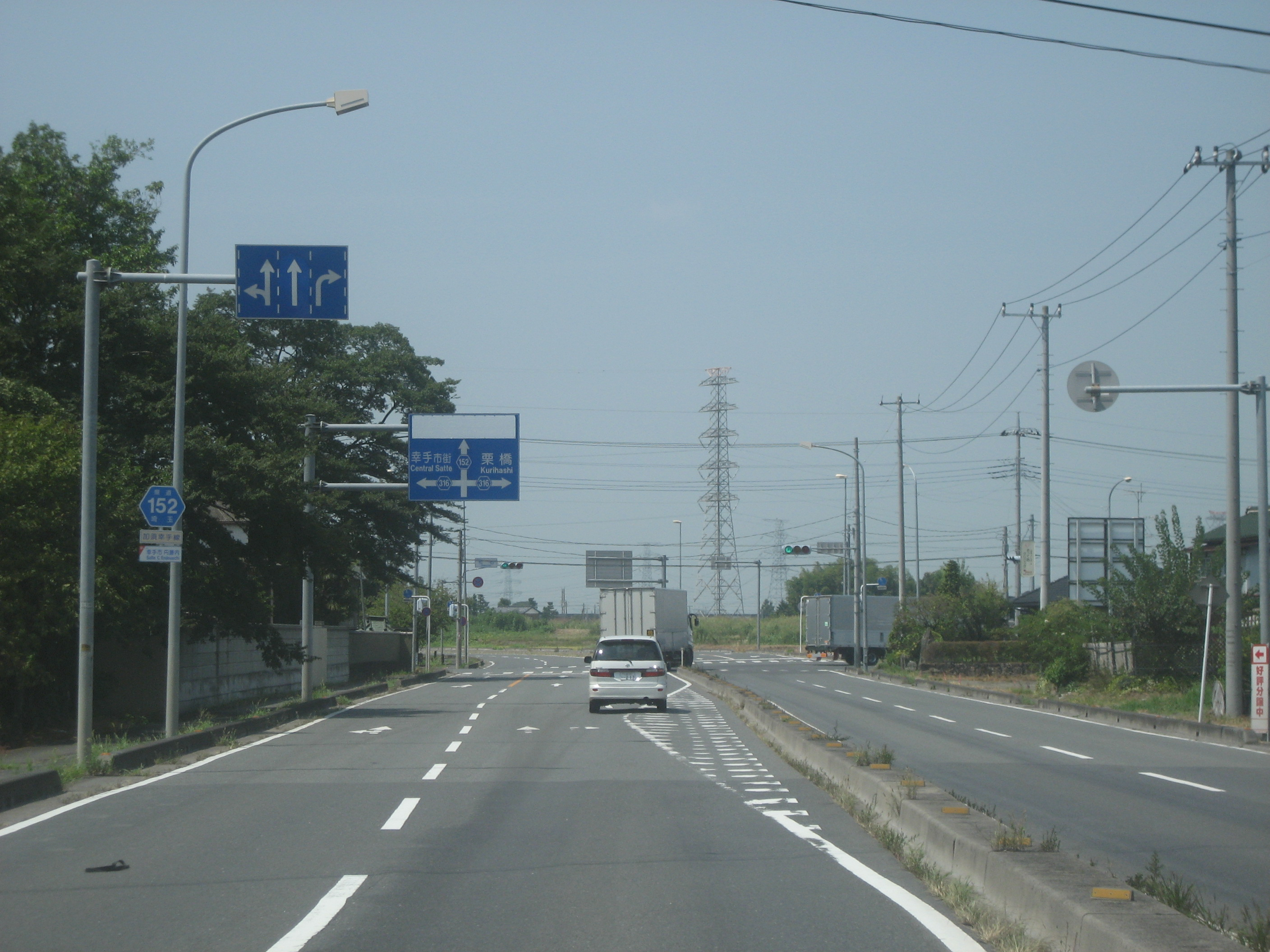
バイパス（幸手市円藤内付近）

- 埼玉県道152号加須幸手線バイパス

### 重複する主な道路
- 国道125号加須羽生バイパス（加須市多門寺交差点 - 南篠崎交差点）
- 埼玉県道3号さいたま栗橋線・埼玉県道12号川越栗橋線（久喜市東大輪 - 八甫交差点）

## 地理
道路は主に中川水系の低地にあり平坦。埼玉県道3号さいたま栗橋線の重複区間との交差点でクランクになる他は、線形の良い道路である。

### 通過する自治体
- 埼玉県
  - 加須市
  - 久喜市
  - 幸手市

### 交差するおもな道路・交通機関
上側が起点側、下側が終点側。左側が上り側、右側が下り側。地点の（）表示は住所表示。（）無しは交差点および橋の名前
| 交差する道路                                 | 交差する道路                   | 交差点名             | 所在地 | 所在地 |
| -------------------------------------------- | ------------------------------ | -------------------- | ------ | ------ |
| 埼玉県道411号加須停車場線 加須駅・行田市方面 |                                |                      |        |        |
| 埼玉県道149号加須菖蒲線                      | 埼玉県道149号加須菖蒲線        | 睦町                 | 埼玉県 | 加須市 |
| 国道125号（加須羽生バイパス）                | 国道125号（加須羽生バイパス）  | 多門寺               | 埼玉県 | 加須市 |
|                                              | 国道125号 加須IC、旧栗橋町方面 | 南篠崎               | 埼玉県 | 加須市 |
| 埼玉県道370号北中曽根北大桑線                | 埼玉県道370号北中曽根北大桑線  | 大桑                 | 埼玉県 | 加須市 |
| E4東北自動車道                               | E4東北自動車道                 | 立野橋陸橋（非接続） | 埼玉県 | 加須市 |
| 埼玉県道410号鷲宮停車場線                    | -                              | 鷲宮町役場前         | 埼玉県 | 久喜市 |
| 埼玉県道3号さいたま栗橋線                    | 埼玉県道3号さいたま栗橋線      | 東大輪 - 八甫        | 埼玉県 | 久喜市 |
| JR東北本線（宇都宮線）                       | JR東北本線（宇都宮線）         | （久喜市東大輪）     | 埼玉県 | 久喜市 |
| JR東北新幹線                                 | JR東北新幹線                   | （久喜市八甫）       | 埼玉県 | 久喜市 |
| -                                            | 埼玉県道316号阿佐間幸手線      | 松石                 | 埼玉県 | 幸手市 |
| 東武日光線                                   | 東武日光線                     | （幸手市高須賀）     | 埼玉県 | 幸手市 |
| 国道4号                                      | 国道4号                        | 権現堂桜堤           | 埼玉県 | 幸手市 |
| 埼玉県道371号下吉羽幸手線 茨城県境町方面     |                                |                      |        |        |

### 沿道のおもな施設
- 埼玉りそな銀行加須支店（加須市中央1丁目）
- 足利銀行加須支店（加須市中央2丁目）
- 武蔵野銀行加須支店（加須市中央2丁目）
- 加須市立加須平成中学校（加須市南大桑）
- しまむら鷲宮店（久喜市鷲宮3丁目）
- 久喜市鷲宮行政センター（久喜市鷲宮6丁目）
- ザ・ダイソー鷲宮店（久喜市鷲宮6丁目）
- 久喜市立鷲宮東中学校（久喜市八甫4丁目）